# 坦帕大學
坦帕大学（University of Tampa）是位于美国佛罗里达州坦帕的一所私立大学。该大学创立于1931年，本是一所初级学院，1933年搬到现址（原Tampa Bay Hotel）。2019年《美國新聞與世界報道》將其列在南方地区大学排名中的第20位。